# Melittia celebica
Melittia celebica is een vlinder uit de familie wespvlinders (Sesiidae), onderfamilie Sesiinae.
Melittia celebica is voor het eerst wetenschappelijk beschreven door Le Cerf in 1916. De soort komt voor in het Oriëntaals gebied.